# Paraschistochila isotachyphylla
Paraschistochila isotachyphylla là một loài rêu trong họ Schistochilaceae. Loài này được J.J. Engel & R.M. Schust. mô tả khoa học đầu tiên năm 1985.